# Homalopsinus bituberculatipennis
Homalopsinus bituberculatipennis es una especie de coleóptero de la familia Attelabidae.

## Distribución geográfica
Habita en Botsuana, Kenia, Mozambique,  Namibia, Zambia y Sudáfrica.